# Eumenidy (opera)
Eumenidy (v albánském originále Eumenides) je opera o třech dějstvích albánského skladatele a muzikologa Vasila S. Toleho (* 1963). Libreto si upravil skladatel mírným zkrácením Aischylovy tragédie Usmířené Lítice (Eumenidy, Eumenides), posledního dílu trilogie Oresteia, v albánském překladu spisovatele Ismaila Kadareho.
Opera zvítězila ve skladatelské části Opera of the Earth: Mezinárodní soutěže Dimitrise Mitropoulose, konané s podporou řeckého ministerstva kultury a souboru Orchestra of Colours (Orchestra ton chromaton) v rámci Kulturní olympiády 2001–2004 (při příležitosti Letních olympijských her 2004. Plánované provedení dvou představení v Olympii v červnu 2004 se nakonec neuskutečnilo, premiéra se konala 30. září 2005 v antickém divadle Heroda Attika na athénské Akropoli. Dirigentem byl Alparslan Ertüngealp, vítěz dirigentské části soutěže, a sólisty byli laureáti pěvecké části soutěže. Výpravu a kostýmy navrhl Giannis Kokkos, ale opera byla nakonec představena jen koncertně.
Skladatel o své hudbě k Eumenidám prohlásil: „Hudba je moderní, ale vůbec ne taková, aby odradila obecenstvo. Plně respektuje Aischylovo dílo a střídají se v něm hudební úseky, tanec a řeč.“

## Osoby a první obsazení
| osoba                                                                          | hlasový obor | premiéra (30. 9. 2005)                  |
| ------------------------------------------------------------------------------ | ------------ | --------------------------------------- |
| Pýthia                                                                         | alt          | Anna Tonějeva                           |
| Apollón                                                                        | basbaryton   | Hirojuki Narita                         |
| Orestés                                                                        | tenor        | Wej Long-tao                            |
| Athéna                                                                         | soprán       | Kateřina Hebelková                      |
| Hermés                                                                         | němá role    | –                                       |
| Stín Klytaimnéstry                                                             | ženský hlas  | Youla Amiradhaki, Monica Guillén Chavez |
| Koryfeus (první Eumenida)                                                      | mezzosoprán  | Mičiko Hajaši, Anna Pangalou            |
| 12 Eumenid (6 sopránů, 6 altů), 6 kněží Delfského chrámu (tenory, basbarytony) |              |                                         |
| Dirigent: Alparslan Ertüngealp                                                 |              |                                         |

## Děj opery

### 1. dějství
Chrám Apollónův v Delfách. Je ráno, Pýthia přichází k ranní modlitbě a vzývá různá božstva. U Apollónova oltáře nachází k velkému překvapení neočekávanou scénu: jakýsi muž, zchvácený a pobledlý, se modlí k Apollónovi, zatímco kolem něj na sedátkách spí houf hrozivě a krutě vyhlížejících starých žen. Věštkyně odbíhá zvěstovat to, co viděla, veleknězi Loxiovi.
Apollón se ujímá onoho muže, totiž Oresta. Je jeho ochráncem a to on poslal na ženy – Erínye spánek. Erínye jsou temné bohyně pomsty a pronásledují Oresta po celém světě za to, že zabil svou matku Klytaimnéstru. Apollón nemůže Oresta zbavit sám jejich pronásledování, ale dává mu radu, aby v doprovodu Herma pospíšil do Athén. Tam ať v chrámu Pallas Athény obejme její sochu a požádá bohyni o spravedlivý soud. A ten dopadne jistě v jeho prospěch, neboť Orestés svůj čin provedl na pokyn Apollóna a ten jednal sám na příkaz Diův.
Po Orestově odchodu se objeví stín Klytaimnéstry a rozhořčeně budí Erínye. Jak je možné, že nechaly matkovraha odejít? Erínye se navzájem budí a oboří se na Apollóna, který brání jejich oprávněnému poslání, i na všechny ostatní bohy, kteří rozmary své moci stavějí nad odvěké právo.
Apoĺlón vyhání Erínye ze svého chrámu, jejž svou přítomností znesvěcují. Ty jej označí za Orestova spoluviníka, obhájce a podněcovatele matkovraždy, a on jim zase vyčítá, že nectí manželský svazek, když nepronásledovaly Klytaimnéstru za vraždu manžela (Erínye totiž pronásledují jen zločiny proti pokrevním příbuzným). Erínye spěchají za Orestem a Apollón slibuje, že jej bude nadále chránit – jinak by jeho samotného stihl Diův hněv.

### 2. dějství
Orestés dorazil do athénského chrámu zasvěcenému Pallas Athéně a objímá její sochu. Volá bohyni a žádá ji o spravedlivý soud. Svou vinu prý již dávno smyl, když na Foibově oltáři obětoval podsvinče. Vzápětí se přihrnou Erínye, hledají a nalézají Oresta. Obklopují jej a zpěvem a tancem mu slibují věčné pronásledování za jeho zločin na tomto světě i v podsvětí.
Pallas Athéna, přivolána Orestovými prosbami, přijíždí a ptá se přítomných, k jakému soudu ji volají. Erínye vysvětlují, proč stíhají Oresta, ale jsou ochotny vložit svůj spor do rukou moudrostí proslulé bohyně. Orestés vypravuje Athéně, že skutečně zabil svou matku jako pomstu za to, že úkladně zavraždila jeho otce Agamemnóna. Hájí se tím, že svůj čin již odčinil obětí a že jej vykonal pod Apollónovou pohrůžkou nesnesitelných muk, pokud by se matku zdráhal usmrtit.
Athéna soudí, že jejich pře je složitá, a obává se, že Erínye budou soužit její město, pokud by ve sporu měly podlehnout. Proto se rozhoduje svolat soud složený z nejpočestnějších athénských měšťanů.
Erínye reptají, že se má matkovrahovi dostat privilegia stanout před soudem, místo aby bylo jeho potrestání ponecháno mstě, jak tomu bylo odedávna. Hrozí se propadu mravů a celé společnosti, pokud se nebude řídit svým starodávným neměnným právem.
Athéna se vrací s jedenácti Athéňany, sama je dvanáctou soudkyní. K Orestovi se jako jeho spoluviník a obhájce zároveň přidává Apollón.
Erínye výslechem Oresta dokazují jeho vinu. A protože zabil svého pokrevního příbuzného, musí být potrestán. Orestés však toto odmítá a předává slovo Apollónovi. Ten nejprve barvitě líčí Agamemnónovu vraždu a poté vysvětluje, že matka ve skutečnosti není se synem pokrevně spřízněna, neboť životodárnou látkou je mužské sémě, které matka jen přechovává. Pallas Athéna – jež se sama narodila pouze z otce – musí nejlépe vědět, že za zabití matky nenáleží krevní msta.
Po všech argumentech nastává čas rozhodnutí. Pallas Athéna poučuje porotce, jak soudit, a současně zřizuje stálý soud, Areopág, který bude nadále podle jejich základních pokynů soudit athénské občany. Soudcové vhazují své hlasy o Orestově vině a nevině do urny, Erínye a Apollón se mezitím opět pouštějí do hádky. Poslední hází svůj hlas Athéna: její hlas jde vždy ve prospěch mužů proti ženám, proto hlasuje pro Orestovu nevinu.
Hlasy se počítají a jejich počet je rovný. V případě rovnosti zní konečný rozsudek ve prospěch obžalovaného, tedy nevinen. Orestes se radostně vrací do své domoviny, do Argu, a slibuje Athénám věčné spojenectví svého města s nimi.

### 3. dějství
Erínye se cítí poníženy a zuří. Athéna je chce uklidnit; rozsudek jim nijak neubral na cti, a proto se nemusí mstít tím, že rozesejí hněv, svár a zoufalství mezi Athéňany. Ani je ze svého města nevykazuje, naopak jim nabízí novou čestnou úlohu: ať se stanou jeho ochrannými božstvy, hlídají úrodu na polích i domácí mír. Za to získají chrám přímo pod Areopágem a věčnou úctu a dary obyvatelů města i ochranu Pallas Athény. Erínye nabídku přijímají a stávají se dobrotivými bohyněmi – Eumenidami. Athéna je v slavnostním průvodu odvádí do jejich nového působiště.

## Nahrávky
- 2005 (CD), premiérové obsazení.